# Eupithecia quercifoliata
Eupithecia quercifoliata är en fjärilsart som beskrevs av Bang-haas 1874. Eupithecia quercifoliata ingår i släktet Eupithecia och familjen mätare. Inga underarter finns listade i Catalogue of Life.